# Represalii la Roma
Represalii la Roma (în italiană Rappresaglia, în engleză Massacre in Rome) este un film istoric de război italo-francez din 1973, regizat de cineastul greco-italian George Pan Cosmatos, care prezintă Atentatul de pe Via Rasella realizat de partizanii italieni împotriva unor militari ai Regimentului de Poliție SS „Bozen” și represaliile ulterioare (cunoscute azi ca Masacrul de la Grotele Ardeatine) executate de forțele de ocupație germane (Sicherheitspolizei și Sicherheitsdienst) în 24 martie 1944 la Roma. Numele victimelor sunt trecute pe genericul de final.
Protagoniștii filmului sunt locotenent-colonelul german Herbert Kappler (interpretat de Richard Burton), comandantul organizației SS din Roma, care este însărcinat cu efectuarea represaliilor, și preotul romano-catolic italian Pietro Antonelli (personaj ficțional interpretat de Marcello Mastroianni), care încearcă să prevină vărsarea de sânge.
Filmul a fost inspirat din cartea Death in Rome (1967) a autorului american Robert Katz. Un tribunal italian i-a condamnat pentru calomnie pe scenariștii Robert Katz și George Pan Cosmatos și pe producătorul italian Carlo Ponti pentru că au pretins în film, fără dovezi, că papa Pius al XII-lea a cunoscut intenția ocupanților militari germani și nu ar fi făcut nimic pentru împiedicarea executării ostaticilor italieni.

## Rezumat
După căderea regimului fascist din Italia (25 iulie 1943), debarcarea armatelor aliate pe teritoriul continental al Italiei (3 septembrie 1943) și semnarea Armistițiului de la Cassibile (8 septembrie 1943), mai multe divizii germane aflate sub comanda feldmareșalului Albert Kesselring au pătruns pe teritoriul Italiei pentru dezarmarea forțelor armate italiene în cadrul Operațiunii Achse. Regele Victor Emanuel al III-lea și conducătorul guvernului, mareșalul Pietro Badoglio, au părăsit Roma și s-au refugiat la Brindisi, iar unitățile militare germane au ocupat capitala Italiei la 11 septembrie 1943 și au reușit apoi să oprească înaintarea armatelor aliate pe linia Gustav. Feldmareșalul Kesselring a declarat că Roma este „un teritoriu de război supus legilor de război germane” și a instituit un control strict asupra orașului prin intermediul unor structuri militare de ocupație, sprijinite de autoritățile fasciste colaboraționiste ale Republicii Sociale Italiene.
Preotul catolic Pietro Antonelli trăiește în timpul războiului la Roma, unde conduce un atelier specializat în restaurarea operelor de artă din perioada Renașterii, pe care încearcă să le protejeze pentru a nu fi transportate în Germania Nazistă. Atelierul este vizitat în primăvara anului 1944 de locotenent-colonelul SS Herbert Kappler, comandantul serviciului de siguranță german din Roma, care vrea să clarifice o neînțelegere cu privire la falsificarea unei lucrări a lui Masaccio, restaurată chiar de Antonelli. Făcând presiuni asupra părintelui Pancrazio, superiorul preotului Antonelli, colonelul Kappler obține pictura originală. Între preotul italian și ofițerul german se încheagă cu acest prilej o relație de respect bazată pe dragostea pentru artă. Unii dintre elevii preotului Antonelli fac parte din mișcarea italiană de partizani și organizează în 23 martie 1944 (ziua aniversării a 25 de ani de la înființarea de către Benito Mussolini a Fasciilor italiene de luptă) un atentat cu bombă asupra unei companii germane care patrula pe Via Rasella. Atentatul reușește și treizeci și doi de soldați germani sunt uciși.
Generalul Kurt Mälzer, comandantul militar al Romei, își informează imediat superiorii, solicitând aprobarea unor execuții în masă și aruncarea în aer a întregului cartier unde a avut loc atentatul, dar superiorul său direct, feldmareșalul Kesselring, propune represalii simbolice, nefiind impresionat de moartea a 30 de soldați în condițiile în care a suferit în aceeași zi pierderi mai mari pe front. În cele din urmă, Führer-ul Adolf Hitler ordonă executarea în următoarele 24 de ore a unor represalii pentru a înfricoșa populația civilă și, în același timp, a descuraja alte atacuri împotriva forțelor de ocupație. S-a stabilit în acest scop ca pentru fiecare militar german ucis să fie executați 10 civili italieni, adică un număr total de 320 de persoane. Colonelul Kappler este însărcinat cu punerea în aplicare a acestui ordin, în ciuda faptului că atrage atenția asupra pericolului producerii unei răscoale a populației romane, el trebuind să alcătuiască într-o singură noapte, cu ajutorul chestorului fascist italian Pietro Caruso, o listă a persoanelor ce urmează a fi executate. În același timp, colonelul Eugen Dollmann, colaboratorul direct al lui Kappler, îi cere părintelui Pancrazio să îl anunțe pe papa Pius al XII-lea și să-l roage să intervină personal pentru oprirea masacrului. În orele premergătoare începerii operațiunii, un alt soldat german moare din cauza rănilor suferite în urma atacului, iar numărul total al civililor italieni care urmează a fi executați crește, prin urmare, la 330.
În dimineața zilei următoare, părintele Antonelli se deplasează la cartierul general al trupelor SS și îl imploră pe Kappler să-i cruțe pe prizonieri, dar fără niciun rezultat. În același timp, papa decide să nu intervină în favoarea prizonierilor, ci să publice abia a doua zi un apel la nonviolență în L'Osservatore Romano. Colonelul Kappler definitivează în cursul aceleiași zile lista persoanelor ce urmează a fi executate și stabilește ca execuțiile să aibă loc în niște tunele săpate în calcar cunoscute ca Grotele Ardeatine. Tunelele sunt deja minate și urmează să fie aruncate în aer la sfârșitul operațiunii, transformându-se în camere mortuare naturale. În urma refuzului mai multor ofițeri de executare a represaliilor, generalul Mälzer îi ordonă colonelului Kappler să organizeze personal transportul și execuția ostaticilor. Din greșeală, încă cinci persoane sunt încărcate în camioane, iar militarii SS își dau seama abia atunci când ajung la locul execuțiilor. Cu toate acestea, având în vedere secretul operațiunii, cei cinci nu sunt lăsați să plece, urmând să împărtășească aceeași soartă cu ceilalți 330 de civili.
Coloana camioanelor este urmărită de părintele Antonelli, care înțelege ce se întâmplă și, neputând opri masacrul, decide să împărtășească soarta condamnaților. El își dezbracă sutana de preot și se amestecă printre prizonierii care sunt introduși în grote pentru a fi împușcați, fiind ucis chiar de Kappler cu un foc de pistol tras în ceafă, nu înainte de a-i arunca o privire tăcută de reproș.

## Distribuție
- Richard Burton — SS-Obersturmbannführer (lt.-col.) Herbert Kappler, comandantul Poliției de Siguranță și al Serviciului de Siguranță din Roma[4][8][18][19][20]
- Marcello Mastroianni — preotul romano-catolic italian Pietro Antonelli, directorul Institutului Superior de Restaurare a Operelor de Artă din Roma[4][8][18][19]
- Leo McKern — generalul Luftwaffe Kurt Mälzer, comandantul militar al Romei[4][8][18][19]
- Renzo Montagnani — „Questore” Pietro Caruso, șeful poliției fasciste din Roma[4][8][18][19]
- Giancarlo Prete — partizanul comunist Rosario Bentivegna („Paolo”), participant activ la atentat[8][18][19]
- John Steiner — SS-Standartenführer (col.) Eugen Dollmann, colaboratorul lui Kappler[4][8][18][19]
- Robert Harris — preotul romano-catolic german Pancrazio Pfeiffer, superiorul general al Societății Divinului Salvator (SDS), intermediar între papa Pius al XII-lea și autoritățile germane de ocupație[8][18][19]
- Anthony Steel — SS-Sturmbannführer (mr.) dr. Borante Domizlaff[4][8][18][19]
- Renzo Palmer — partizanul comunist Giorgio Amendola („Giorgio”), membru al Consiliului Militar Antifascist al Comitetului de Eliberare Națională[4][8][18][19]
- Duilio Del Prete — partizanul interogat de Kappler[8][21]
- Delia Boccardo — partizana comunistă Carla Capponi („Elena”), participantă activă la atentat[4][8][18][19]
- Peter Vaughan — feldmareșalul Albert Kesselring, comandantul suprem al forțelor militare germane din Italia[21][22]
- Dennis Burgess — SS-Sturmbannführer (mr.) Hellmuth Dobbrick, comandantul Batalionului III al Regimentului de Poliție SS „Bozen”[21]
- Brook Williams — SS-Hauptsturmführer (cpt.) Erich Priebke, comandantul unității care a executat masacrul[21]
- Guidarino Guidi — Guido Buffarini Guidi, ministrul de interne al Republicii Sociale Italiene[8][18][19]
- Jacques Herlin — Giovanni, omul de serviciu al Institutului Superior de Restaurare a Operelor de Artă[8][21]
- Nazzareno Natale — partizanul cu ochelari de pe Via Rasella[8][21]
- Massimo Sarchielli — partizanul care privește de la o fereastră de pe Via Rasella[8][21]
- Carlos de Carvalho[8][21]
- Alain Gerard[8][21]
- Douglas Hare — tânărul ofițer german Brethien[8][21]
- Anthony Dawson — SS-Brigadeführer (gen.brig.) Wilhelm Harster, comandantul șef al Poliției de Siguranță din Italia[8][21]
- Luigi Antonio Guerra (menționat Luigi A. Guerra)[8][21]
- Giuliano Petrelli[8][21]
- Fiore Altoviti[8][21]
- Marino Masé — al treilea partizan de la fereastra de pe Via Rasella[8][21]
- Ugo Cardea — partizan[8][21]
- Orazio Stracuzzi — partizanul cu mitralieră[8][21]
- Gustavo De Nardo[8][21]
- Adolfo Lastretti — fascistul de pe Via Rasella[8][21]
- Luca Bonicalzi[8][21]
- Enzo Consoli — măturătorul de stradă de pe Via Rasella[8][21]
- Shirley Corrigan — secretara colonelului Kappler[21]
- Marne Maitland — secretarul părintelui Pancrazio[21]
- Kippy Lancaster[21]

## Producție

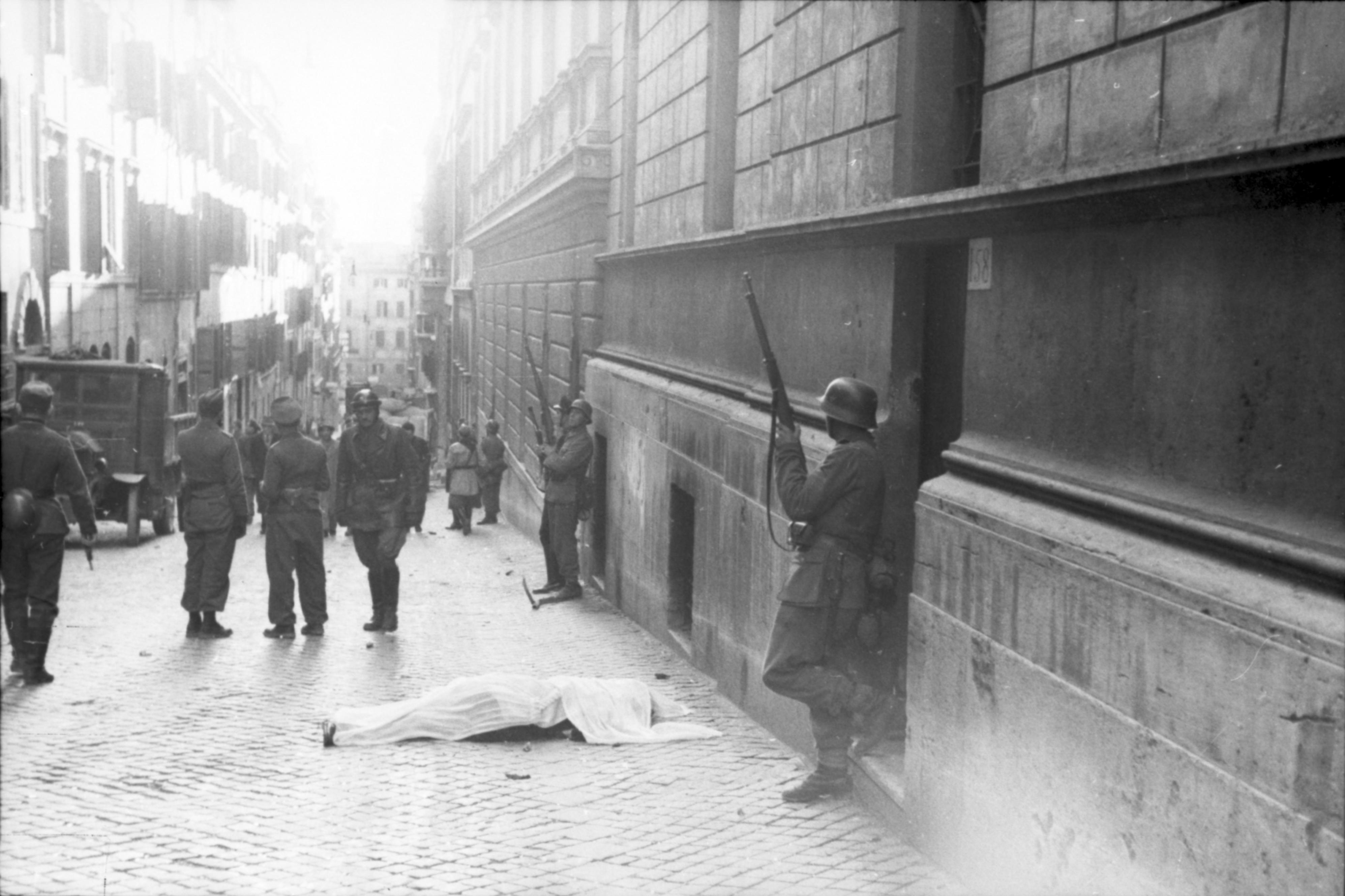
Membri ai Regimentului de Poliție SS „Bozen” pe Via Rasella după atentat.

Scenariul filmului este inspirat din cartea Death in Rome (1967) a autorului american Robert Katz și a fost scris de Katz împreună cu regizorul George Pan Cosmatos, cu colaborarea lui Lucio De Caro și Fabio Mauri. Cartea reconstituie evenimentele tragice care au culminat cu masacrarea a 335 de italieni în Grotele Ardeatine din Roma la 24 martie 1944, în perioada ocupației germane a orașului, ca represalii pentru săvârșirea de către mișcarea italiană de rezistență a Atentatului de pe Via Rasella. Evenimentele prezentate în carte, care au fost reluate apoi în scenariul filmului, nu au fost rezultatul unei documentări și a unei evaluări serioase și, prin urmare, conțin numeroase inexactități istorice. Scriitorul Katz și producătorul de film italian Carlo Ponti au inventat evenimente inexistente și au modificat unele evenimente reale pentru a crea o poveste senzaționalistă care să atragă interesul publicului și să fie vandabilă. Unul din subiectele scandaloase ale cărții a fost pretenția că papa Pius al XII-lea a cunoscut intenția SS-ului de a executa represalii și că a decis să rămână pasiv, deși ar fi putut, prin intervenția sa, cel puțin să amâne masacrul.
Filmul a fost produs în coproducție italo-franceză de Compagnia Cinematografica Champion din Roma și Les Films Concordia din Paris. Producătorul filmului a fost Carlo Ponti ca reprezentant al Compagnia Cinematografica Champion. Filmările au început în toamna anului 1972 și s-au desfășurat inclusiv în ianuarie 1973. Scenele interioare au fost filmate în studiourile Cinecittà, iar scenele exterioare la Roma.
Decorurile au fost proiectate de Arrigo Equini, costumele au fost realizate de Gaia Romanini, iar imaginile au fost filmate în procedeul Technicolor sub coordonarea directorului de imagine Marcello Gatti. Montajul a fost realizat de Françoise Bonnot și Roberto Silvi, iar muzica a fost compusă de Ennio Morricone. Durata filmului este de 102 minute.

## Acuratețe istorică

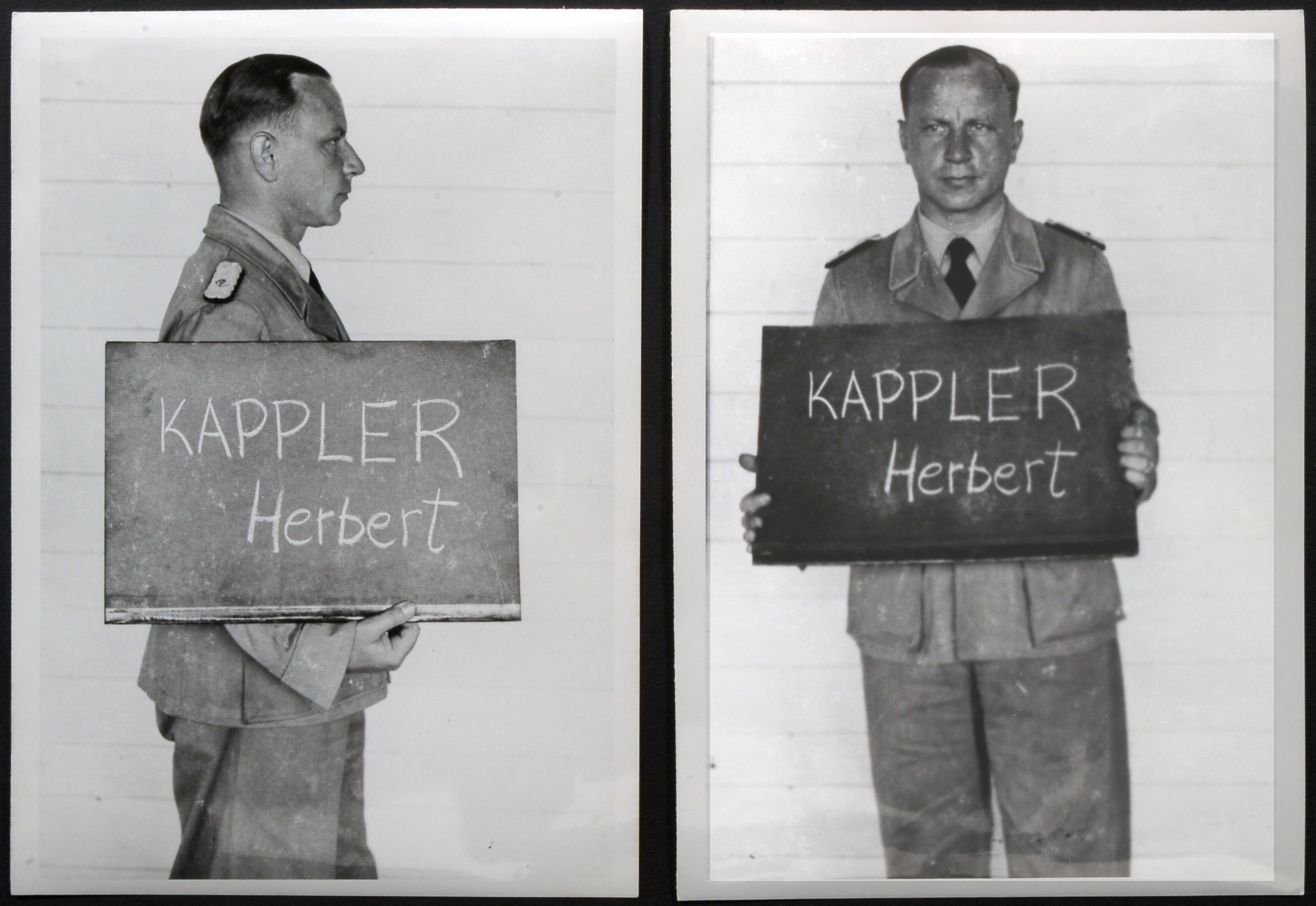
SS-Obersturmbannführer (lt.-col.) Herbert Kappler, comandantul Poliției de Siguranță și al Serviciului de Siguranță din Roma, arestat la 9 mai 1945.

Filmul realizează o reconstituire a Atentatului de pe Via Rasella, organizat și executat de partizanii italieni, și conține diverse erori istorice, dintre care unele vizează aspecte militare: deși unitatea germană atacată, Regimentul de Poliție SS „Bozen”, aparținea Ordnungspolizei (poliția de ordine), militarii săi sunt reprezentați ca soldați ai corpului Waffen-SS, purtând uniforme gri cu însemnele tipice Sigrunen, în locul uniformelor adevărate de un verde strălucitor; el arată, de asemenea, un atac reușit cu grenade de mână împotriva unui Kübelwagen dotat cu o mitralieră, a cărui prezență pe Via Rasella a fost infirmată de studiile mai recente.
Colonelul Herbert Kappler este reprezentat în film ca un om obosit și dezamăgit de cauza nazistă, care crede că prăbușirea Germaniei Naziste este iminentă. În realitate, Kappler era un nazist zelos și a fost trimis la Roma tocmai din acest motiv. În perioada în care a fost șef al organizației Sicherheitspolizei (Poliția de Securitate) din Roma, Kappler a organizat numeroase razii în urma cărora a arestat mii de persoane nevinovate și a ordonat percheziționarea caselor locuite de evreii italieni pentru a găsi și confisca bunuri de valoare. Superiorul direct al lui Kappler nu a fost niciodată colonelul Eugen Dollmann, așa cum se sugerează de mai multe ori în film, ci SS-Obergruppenführer (gen.-lt.) Karl Wolff, comandantul suprem al SS-ului și Poliției din Italia, care își avea, de asemenea, reședința la Roma.
Într-o scenă din a doua jumătate este prezentată o conversație între Herbert Kappler și „căpitanul Priebke”: în 1973, anul în care a fost lansat filmul, cu mai bine de douăzeci de ani înainte de identificarea lui în Argentina, practic doar istoricii cunoșteau figura lui Erich Priebke, comandant adjunct al organizației Gestapo din Roma, apoi judecat și condamnat în Italia pentru responsabilitatea sa în pregătirea și realizarea Masacrului de la Grotele Ardeatine, care reprezintă un element deosebit de precis al scenariului. Priebke fusese deja menționat de două ori de Kappler în prima jumătate a filmului.

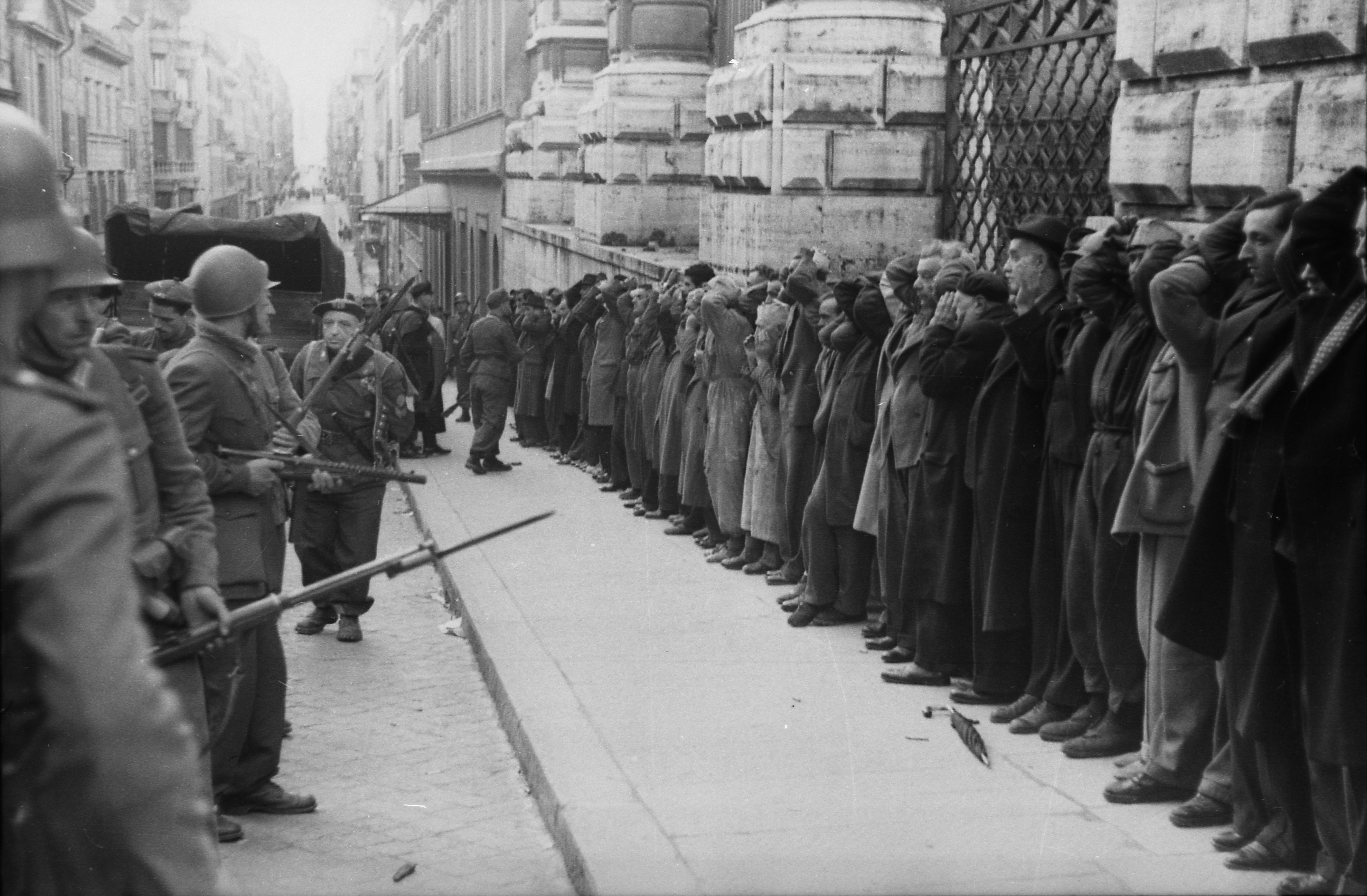
Civili italieni reținuți în fața Palatului Barberini, după Atentatul de pe Via Rasella.

Cu toate acestea, istoricul german Joachim Staron notează: „Atentatul de pe Via Rasella a fost criticat în film cum nu fusese niciodată criticat până atunci. Deși subiectul tabu al victimelor civile ale acțiunii nu a fost nici măcar abordat – Helmut Dobbrik, comandantul batalionului din Regimentul Bozen, îi spune în mod clar lui Kappler că nu au fost victime civile –, în cursul filmului mai mulți actori fac aluzie chiar în mod stereotip la legitimitatea temeinică a represaliilor. Nu numai atât: chiar și partizanii reuniți după atac intuiesc ceea ce pregătesc germanii, dar decid totuși să nu se predea. În plus, atentatul a fost criticat în mod explicit pe genericul de la început ca fiind „lipsit de sens”. O critică care, cu siguranță, nu poate să nu surprindă dacă ținem cont doar de faptul că Robert Katz, autorul scenariului, se poziționase categoric de partea atacatorilor, cu doar câțiva ani mai devreme, în cartea sa Death in Rome (1967)”. Aceste aspecte nu au împiedicat totuși ziarul comunist L'Unità să promoveze cu entuziasm opera cinematografică a lui George P. Cosmatos ca „un film pentru toată lumea pe care toată lumea trebuie să-l vadă”, publicând comentariile pozitive ale adevăraților participanți la Atentatul de pe Via Rasella.

## Dispută judiciară

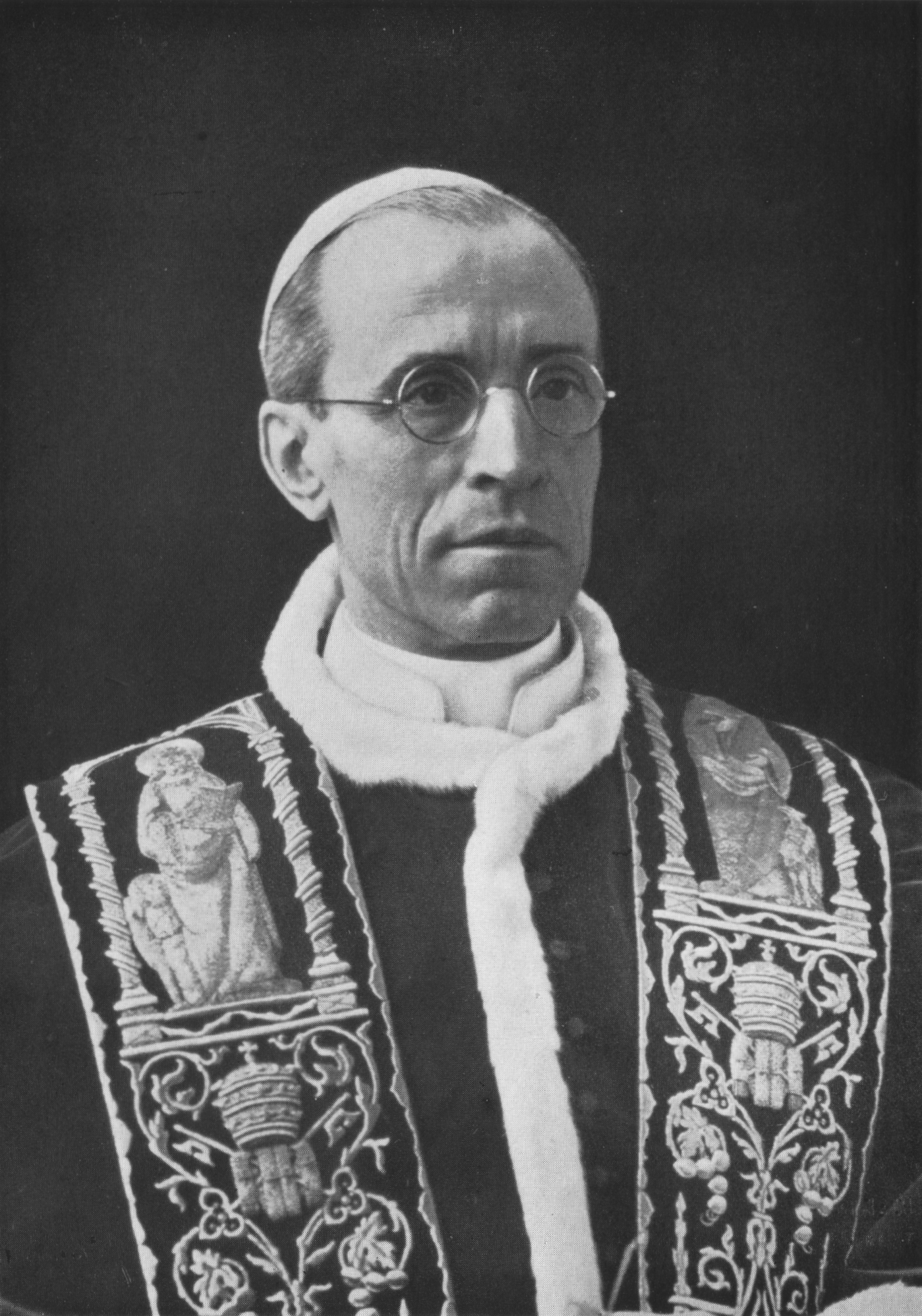
Papa Pius al XII-lea în 1939.

Reconstituirea evenimentelor istorice în acest film a făcut obiectul unei dispute judiciare: la 28 noiembrie 1973 nepoata papei Pius al XII-lea, contesa Elena Pacelli Rossignani, i-a dat în judecată pe scriitorul Robert Katz (autorul cărții Death in Rome), pe regizorul George Pan Cosmatos, pe producătorul Carlo Ponti și pe actorii Marcello Mastroianni și Richard Burton, pretinzând că atât cartea, cât și filmul au afectat grav reputația pontifului, acuzat că ar fi cunoscut intenția ocupanților militari germani de a executa represaliile de la Grotele Ardeatine și că nu a intervenit pentru a împiedica punerea ei în aplicare. Papa Pius al XII-lea este considerat în film drept „singura persoană din lume care ar putea opri represaliile naziste”. Actorii au fost eliberați curând de acuzații.
Judecarea procesului a durat câțiva ani și au fost audiate mai multe persoane, nereușindu-se să se dovedească faptul că papa ar fi cunoscut planul germanilor de executare a unor represalii pentru Atentatul de pe Via Rasella, soldat cu moartea a peste 30 de militari germani. Procurorii au susținut că defăimarea memoriei cetățenilor nu poate fi justificată prin „libertatea de critică istorică” și au cerut condamnarea lui Katz la un an și patru luni de închisoare și a regizorului și producătorului la câte opt luni de închisoare. În apărarea sa, Robert Katz a susținut că nu a scris nicăieri că Pius al XII-lea era un „laș” sau că „îi era frică să nu fie deportat sau ucis”, așa cum pretindea reclamanta, ci că a sugerat că papa a preferat să nu intervină pentru a nu risca agravarea situației. Introducerea acestei ipoteze a fost făcută în scopul de a oferi o interpretare diferită a evenimentelor istorice care să permită construirea unei imagini cât mai apropiate de realitate și nu pentru a denigra imaginea papei. Avocații au cerut, prin urmare, achitarea celor trei inculpați pe motiv că faptele atribuite „nu constituie infracțiune”.
După o condamnare pentru calomnie de gradul I pronunțată de Tribunalul din Roma la 27 noiembrie 1975 (un an și două luni de închisoare pentru Katz și câte șase luni pentru Cosmatos și Ponti), inculpații au obținut achitarea la 1 iulie 1978, în urma unui apel judiciar judecat de Curtea de Apel din Roma, datorită faptului că instanța a considerat că și-au exercitat dreptul la liberă exprimare. Procurorul general al Republicii Italiene a făcut recurs împotriva acestei sentințe de achitare.
Recursul judecat ulterior de Curtea Supremă de Justiție s-a încheiat, pentru Cosmatos și Ponti, cu anularea definitivă a sentinței pronunțate de Curtea de Apel și confirmarea sentinței inițiale de condamnare. Cu toate acestea, Curtea de Casație a constatat la 19 octombrie 1979 că sentința nu poate fi pusă în aplicare din cauza unei amnistii generale care fusese instituită în 1970. S-a dispus, în schimb, rejudecarea apelului în cazul lui Katz, care s-a încheiat în 1981 cu pronunțarea unei condamnări la o pedeapsă de un an și o lună de închisoare și la plata unei amenzi de 400.000 lire, cu justificarea că, deși ediția italiană a cărții lui Katz a fost publicată pentru prima dată în 1967, edițiile ulterioare au fost publicate cu acordul lui Katz după 1970, deci amnistia nu putea fi aplicabilă. Curtea Supremă de Justiție a decis la 7 februarie 1981 că papa Pius al XII-lea a fost acuzat pe nedrept.
Cazul s-a încheiat în 1984 cu o nouă hotărâre a Curții Supreme de Justiție, care, în urma recursului formulat de Katz, a confirmat validitatea sentinței din 1981, dar a stabilit că infracțiunea nu poate fi pusă în aplicare ca urmare a amnistiei survenite între timp. Potrivit celor consemnate chiar de Katz în cartea sa Roma città aperta, instanța a lăsat totuși rudelor papei Pius al XII-lea posibilitatea inițierii unei acțiuni civile pentru obținerea de despăgubiri, pe care, totuși, părțile interesate au decis să nu o întreprindă.

## Recepție

### Lansare
Represalii la Roma a fost vizionat în afara competiției (hors concours) la ediția a VIII-a a Festivalului Internațional de Film de la Moscova (10–23 iulie 1973) și a fost lansat pe 4 octombrie 1973 în Italia. El a fost distribuit apoi în mai multe țări printre care Statele Unite ale Americii (24 ocombrie 1973), Danemarca (19 august 1974), Suedia (23 martie 1975), Marea Britanie (iulie 1975), Norvegia (14 iulie 1975), Finlanda (12 decembrie 1975), Franța (22 iunie 1976) și Republica Federală Germania (10 iunie 1977).
Premiera filmului în România a avut loc în august 1974, iar filmul a rulat în unele cinematografe bucureștene precum Scala și Grădina Dinamo (august 1974), Capitol (august-septembrie 1974), Excelsior (septembrie 1974), Miorița (septembrie 1974) și Eforie (august 1977), iar apoi în premieră TV în cadrul emisiunii Telecinemateca (ciclul „Mari actori”) de la TVR din 17 martie 1976.

### Aprecieri critice și premii
Represalii la Roma este o mărturie cinematografică a crimelor de război săvârșite de naziști, care a apărut într-o perioadă de recrudescență a organizațiilor neofasciste. Criticii de film au evidențiat faptul că realizatorii filmului au urmărit mai degrabă să redea acțiunea romanului lui Katz decât să reconstituie riguros adevărul istoric. În ciuda acestor reproșuri, s-a recunoscut că filmul a fost realizat profesionist cu o atenție sporită pentru detalii și cu unele secvențe eficiente în plan cinematografic. Menționarea numelor celor câteva sute de victime ale represaliilor fasciste pe genericul de la finalul filmului creează spectatorilor, potrivit criticului Alice Mănoiu, o emoție puternică „mai zguduitoare decît înseși secvențele de reconstituire a crimelor”, fiind o „emoție a procesului verbal”, după cum a numit-o un spectator de la Festivalul Internațional de Film de la Moscova.
Enciclopedia cinematografică germană Lexikon des internationalen Films descrie astfel acest film: „Încercarea chinuită și nesatisfăcătoare prin superficialitatea sa de a reconstitui «cazul Kappler» - împușcarea ostaticilor de către germani după un atentat asupra soldaților SS la Roma în martie 1944 - într-o ficțiune cinematografică. Merită atenție unele interpretări actoricești deosebite, pe lângă care s-au răspândit, totuși, și clișee”.
Represalii la Roma a fost prezentat în 1973 la Festivalul Internațional de Film de la Taormina, fiind nominalizat la premiul „Caribda de aur” pentru cel mai bun film (care a fost acordat filmului maghiar Forró vizet a kopaszra!, regizat de Péter Bacsó) și obținând premiul „Masca lui Polifem” pentru cel mai bun actor, pentru interpretarea lui Richard Burton.